# Liste der Naturdenkmale in Rengsdorf
Die Liste der Naturdenkmale in Rengsdorf nennt die im Gemeindegebiet von Rengsdorf ausgewiesenen Naturdenkmale (Stand 9. Oktober 2013).

## Ehemalige Naturdenkmale
| Nr.         | Bezeichnung | Lage                             | Beschreibung                                                     | Bild                                    |
| ----------- | ----------- | -------------------------------- | ---------------------------------------------------------------- | --------------------------------------- |
| ND-7138-444 | Henkel-Park | Westerwaldstraße, bei Nr. 6 Lage | flächenhaftes Naturdenkmal; Rechtsverordnung vor 2013 aufgehoben | Direkt Bild zu diesem Denkmal hochladen |